# Economische gevolgen van de coronacrisis in België
De coronacrisis in België ontstond begin februari 2020 en ontketende grote economische gevolgen. Door maatregelen tegen de verspreiding van het coronavirus SARS-CoV-2 werd een groot deel van de economie van België negatief beïnvloed. De verschillende regeringen stelden economische hulpplannen op om werklozen, zelfstandigen en bedrijven te ondersteunen.

## Economische krimp

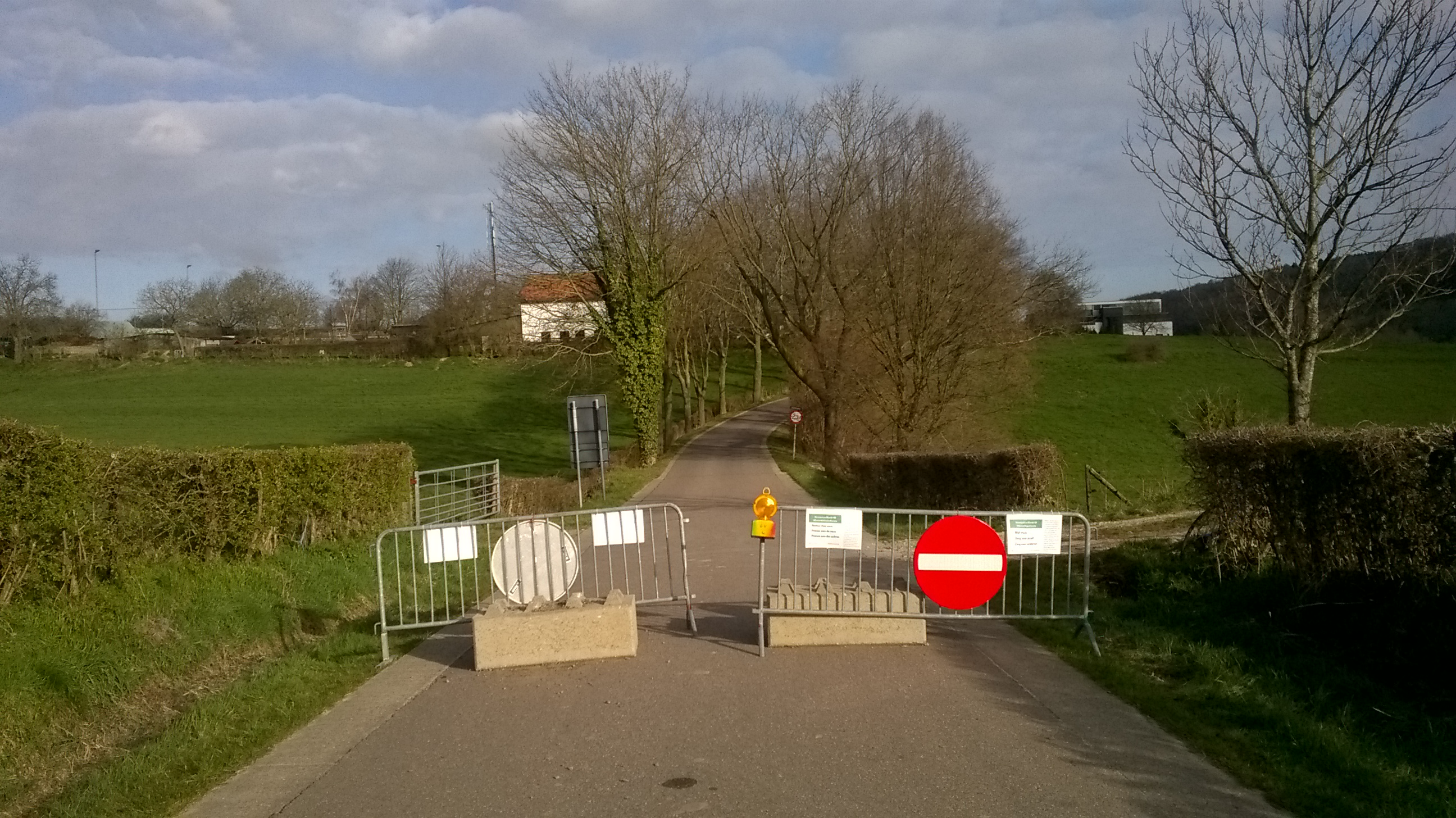
Grensversperring vanwege Covid-19 tussen het Belgische Teuven en Nederlandse Slenaken.

Behalve een daling van de consumptie-uitgaven (vraagschok), zien bedrijven uit verschillende sectoren eveneens een verstoring van het aanbod (toeleveringsproblemen, voorraadtekort, liquiditeitsproblemen).
Begin april verwachtten de Nationale Bank en het Planbureau dat, bij een “lockdown light” van 7 weken (13 maart-1 mei), het reëel BBP in 2020 in België met 8% zou dalen. Dat is vier keer meer dan de krimp van 2009, na de kredietcrisis, en veel somberder dan de ramingen van de meeste grootbanken, die een krimp tussen 3,5 en 5 procent voorspellen. In een enquête van de overheid meldden vier van de tien ondervraagde bedrijven een daling van meer dan 75% van hun omzet, 50% van hen kent liquiditeitsproblemen. Vooral de horeca, de kunst-, entertainment- en recreatiesector en de handel werden zwaar getroffen, het meest nog bij kleine KMO's en zelfstandigen. Voor 2021 wordt uitgegaan van een opleving met 8,6%, op voorwaarde dat het productiepotentieel van de economie intact blijft.
Het Internationaal Monetair Fonds (IMF) voorspelde op 14 april 2020 voor België een economische terugval van 6,9% (tegen een groei van 1,4% in 2019), een toename van de werkloosheid tot 7,3% (tegen 5,4% in 2019). In 2021 zou een herstel kunnen volgen van 4,6 procent, met een werkloosheid van onder de 7%.

## Getroffen sectoren

### Bouwsector
In april 2020 bleek uit een enquête van de Confederatie Bouw dat 7 op de 10 bouwondernemingen hun orderboeken stevig zagen slinken sinds het begin van de coronacrisis (39% noemt de daling “zeer zwaar”, 33% “zwaar”, en 23% “status quo”).

### Detailhandel
Alle winkels moesten met ingang van 13 maart de deuren sluiten, met uitzondering van de voedingswinkels en supermarkten.

### Financiële sector
De effectenkoersen op de BEL 20 namen vanaf eind februari 2020 een duik.  
Desondanks werd medio maart 2020 niet meteen gevreesd voor een systeemcrisis bij de Belgische banken: "de banken zijn een stuk solider dan in 2008", klonk het in de vakpers.

### Horeca
Door de volledige sluiting van alle horeca vanaf 13 maart 2020, begonnen de verliezen al snel op te lopen. Volgens vroege berekeningen in maart zou een lockdown van zelfs maar 3 weken sluiting de horeca en aanverwante sectoren al 1,2 miljard euro aan omzet kosten.

### Industrie
Een hele reeks bedrijven keken aan tegen economisch verlies door het (deels) wegvallen van exportmarkten nadat bestellingen werden geannuleerd, en/of door bevoorradingsproblemen.

### Energiesector
Begin februari stonden de aardgasprijzen uitzonderlijk laag als gevolg van de zachte winter en grote voorraden. Door het Coronavirus, de beschikbaarheid van de nucleaire centrales, en een geopolitiek conflict zakten de energieprijzen sterk. Op maandag 13 april was er zo'n overaanbod aan elektriciteit dat er 13 uur lang een "negatieve energieprijs" was. Sommige windparken op zee werden om die reden stilgelegd. 

### Land- en tuinbouw
De land- en tuinbouw loopt schade op door allerlei factoren: 
- seizoensarbeiders uit het buitenland raakten door sluiting van de grenzen niet op de werkplek
- de aardappelsector zag afzetmarkten voor de horeca, evenementen en grootkeukens wegvallen. Ook de afzet naar verre bestemmingen is omwille van logistieke redenen zwaar teruggevallen.[11]
- de sierteelt is sterk getroffen, omdat de kleinhandel (tuincentra en bloemenwinkels) gesloten is.[12]

### Luchtvaart
Begin april 2020 zaten alle 4.200 personeelsleden technisch werkloos thuis, en stonden de 48 vliegtuigen van Brussels Airlines geparkeerd op Brussels Airport. Inkomsten van nieuwe boekingen vielen weg, maar vele uitgaven bleven, zoals terugbetalingen voor geannuleerde reizen, huurgelden voor geleasede toestellen, onderhoud en stalling. Brussels Airlines vroeg dan ook minstens 200 miljoen euro steun aan de overheid om te overleven.
Ook TUI fly (België) en Air Belgium leden aanzienlijke verliezen. 

### Toerisme, recreatie en evenementen

#### Toerisme
Door de regeringsmaatregelen waren buitenlandse verplaatsingen reeds vanaf 13 maart 2020 zo goed als verboden, en reisorganisaties annuleerden massaal reizen, geboekt voor maart tot mei. 
Maar ook voor het zomerseizoen rezen veel vragen: één op de vijf Belgen gaf begin april 2020 aan een reeds geboekte zomervakantie te hebben geannuleerd, en drie op de vier waren “somber gestemd”.

#### Evenementensector
In de Belgische evenementensector gaf een peiling begin april 2020 een verwacht omzetverlies aan van 54% in 2020, ten opzichte van 2019. Organisatoren van evenementen schatten het verlies op 1,3 miljard euro, toeleveranciers verwachtten meer dan 3,6 miljard euro te verliezen. Het eerste halfjaar van 2020 daalde het aantal bioscoopbezoekers bij Kinepolis met 54% ten opzichte van het jaar daarvoor.
Er werden speciale steunmaatregelen voorzien voor mensen uit de Vlaamse cultuursector die geen gebruik konden maken van andere steunmaatregelen. Daarnaast werden gemeenten gestimuleerd om lokale artiesten te ondersteunen.

### Gezondheidszorg
Minister van Volksgezondheid Maggie De Block maakte teleconsultaties mogelijk met verschillende soorten zorgverleners, zoals psychiaters, tandartsen, logopedisten, kinesitherapeuten, vroedkundigen, ergotherapeuten, diëtisten en diabeteseducatoren.
De Federale regering trok begin juli een half miljard euro uit om zorgpersoneel uit de federale zorginstellingen te ondersteunen. Dit komt neer op een opslag van ongeveer 6-8%. Ook de Vlaamse regering werkt aan een vergelijkbaar voorstel.

### Vastgoed
Door de lockdown konden vanaf 13 maart 2020 de meeste notariële transacties niet doorgaan, en vielen ook huisbezoeken en contacten met makelaars stil, met een tijdelijk bevroren vastgoedmarkt als gevolg. In april daalde het aantal vastgoeddossiers met ca. 30%. Economen van ING verwachtten in april voor het jaar 2020 een prijsdaling van vastgoed met gemiddeld 2%.
Op 18 mei werden plaatsbezoeken terug toegelaten.

## Bloeiende sectoren

### Supermarkten
De supermarkten deden gouden zaken, vooral omdat vanwege de lockdown de voedselvoorziening via de horeca zo goed als wegviel. Winkels namen wel bijkomende maatregelen. Oa bij Lidl, Colruyt en Aveve wordt het aantal bezoekers beperkt, en worden de winkelkarretjes preventief ontsmet voor het binnengaan. 
Nieuwe manieren van bezorgen, bijvoorbeeld Collect & Go van Colruyt werden overstelpt.

### Streamingdiensten
Streamingdiensten bloeiden als nooit tevoren. Thuiszitters keken massaal online naar kanalen als VTM GO, Telenet Play en Netflix. Op vraag van Europees Commissaris voor de Interne Markt Thierry Breton verlaagden verschillende streamingbedrijven hun beeldkwaliteit. Zo werd vermeden dat het internet "dichtslibde" met te veel videoverkeer.

### Stoffenwinkels
Stoffenwinkels deden gouden zaken. Deze winkels bieden materiaal aan voor het maken van mondmaskers (stof, elastiek, etc). Deze winkels mochten daarom al op 4 mei de deuren openen. Dit was een week voordat andere winkels hun deuren konden openen.

### Maaltijdboxen
Leveranciers van maaltijdboxen, zoals Hellofresh deden gouden zaken.

## Steunmaatregelen
Zowel de federale als de gewestregeringen kondigden tal van steunmaatregelen af, gaande van betalingsuitstel, premies, of leningen.

### Federale overheid
Alle houders van een ondernemingsnummer die daadwerkelijk hinder ondervonden ingevolge de verspreiding van het coronavirus, en dit ook kunnen aantonen, kunnen aanspraak maken op:
- Gespreide betaling in de personenbelasting, de vennootschapsbelasting en de rechtspersonenbelasting
- Spreiding van de betalingen in de btw en de bedrijfsvoorheffing
- Welwillendheid (geen boetes) bij de (niet-)uitvoering van federale overheidsopdrachten
- Vermindering van de voorafbetalingen voor zelfstandigen

### Vlaams Gewest
In april 2020 besloot de Vlaamse regering tot volgende steunmaatregelen:
- Corona hinderpremie bij volledige sluiting: eenmalige premie van € 4.000, € 160 per verplichte sluitingsdag na 5 april 2020
- Corona compensatiepremie indien bedrijf niet gesloten en bij omzetverlies van minstens 60%: een eenmalige compensatiepremie van € 3.000 per exploitatiezetel (max. 5). Ook vzw's komen in aanmerking, indien minstens één persoon voltijds tewerkgesteld is, en verder freelancers; (para-)medische beroepen zoals kinesitherapeuten, tandartsen, psychologen of logopedisten die enkel nog dringende interventies mogen doen
- Coronasubsidies Vlaams Gewest vrijgesteld van belasting
- Uitbreiding Waarborgregeling door coronacrisis
- Nieuwe achtergestelde leningen
- Ondersteuning door Participatiemaatschappij Vlaanderen (PMV), onder meer via het Welvaartsfonds
- Versoepeling termijnen VLAIO-subsidies ten gevolge van corona
- Vlaamse belastingmaatregelen: uitstel of verlenging van sommige termijnen
- Aanmoedigingspremie voor werknemers die deeltijds gaan werken om werkloosheid te vermijden
- Subsidies tewerkstelling en starters versoepeld
- Steunmaatregelen toerisme
- Steunmaatregelen voor de land- en tuinbouw
- Compensatieregeling voor de kinderopvang

### Steden en gemeenten in het Vlaams Gewest
Steunmaatregelen waren er in Antwerpen, Brugge, Gent, Geraardsbergen, Halle, Hasselt, Kalmthout, KortrijkLier, Oostende, Scherpenheuvel-Zichem, en Tongeren.

## Tijdelijke werkloosheid
Alle tijdelijke werkloosheid te wijten aan het coronavirus, kon vanaf 13 maart 2020 beschouwd worden als “overmacht”. De procedures voor aanvraag en invoering werden door de Rijksdienst voor Arbeidsvoorziening (RVA) sterk vereenvoudigd, zowel voor de werkgevers als voor de werknemers. De regeling was geldig tot 5 april, en werd verlengd tot 31 december 2021. Werklozen ontvingen in de regel 65% (nadien verhoogd naar 70%) van hun loon, berekend op een maximum van 2.754,76 € (later 2840,84 €) per maand, en mits afhouding van 26,75% bedrijfsvoorheffing.

## Prijsstijgingen
Medio april 2020 werd vastgesteld dat de prijzen in supermarkten over de hele lijn met 10% of meer waren gestegen sedert 13 maart. Als oorzaken worden genoemd:
- het verbod op promotieverkoop vanaf 18 maart, ingesteld door de federale regering
- hamstergedrag, waardoor goedkopere en huismerken snel uitverkocht raakten, en alleen duurdere merken overbleven.[33]

## Sociale ongelijkheid
De Nationale Bank onderzocht in 2020 de negatieve impact op de gezinsinkomens. Die werd globaal genomen grotendeels opgevangen door stabilisatoren (zoals de index) en door specifieke overheidsmaatregelen. Die statistische veralgemening maskeerde echter een ongelijke impact naargelang de inkomensgroep. De midden- en hoge inkomens hielden gemiddeld juist meer geld over dan vóór de pandemie, omdat er tijdens de lockdown minder gelegenheden waren om geld uit te geven. Gezinnen waar de respondent echter een (kleine) zelfstandige, een tijdelijk werkloze of een jobstudent was, leden gemiddeld zwaardere inkomensverliezen.